# Basilia kerivoulae
Basilia kerivoulae är en tvåvingeart som beskrevs av Theodor 1973. Basilia kerivoulae ingår i släktet Basilia och familjen lusflugor. Inga underarter finns listade i Catalogue of Life.